# Ingrid Auerswald
Ingrid Auerswald, (geboren als Brestrich; gescheiden van Lange; Jena, 2 september 1957) is een voormalige Duitse sprintster, die was gespecialiseerd in de 100 m en de 4 × 100 m estafette. Ze verbeterde met het Oost-Duitse team zesmaal het wereldrecord op dit estafettenummer, waarbij het laatste record van 1985 pas 27 jaar later werd verbroken. Ze nam tweemaal deel aan de Olympische Spelen, waarbij ze zowel een gouden, zilveren als bronzen medaille veroverde.

## Loopbaan
In 1980 vertegenwoordigde Auerswald Oost-Duitsland op de 100 m op de Olympische Spelen van 1980 in Moskou. Ze finishte in 11,14 s als derde achter de Russische Ljoedmila Kondratjeva (goud; 11,06) en haar landgenote Marlies Göhr (zilver; 11,07). Hierna won ze met haar landgenotes Romy Müller, Bärbel Wöckel en Marlies Göhr een gouden medaille op de 4 × 100 m estafette.
Op de eerste wereldkampioenschappen in 1983 in Helsinki bevestigde het Oost-Duitse estafetteteam haar inmiddels onaantastbare status. Nadat enkele maanden ervoor Ingrid Auerswald samen met Marita Koch, Silke Gladisch en Marlies Göhr in Oost-Berlijn het wereldrecord naar een tijd van 41,53 hadden gebracht, veroverde hetzelfde viertal in Helsinki in 41,76 met straatlengte verschil de titel. Het team van Groot-Brittannië werd tweede in 42,71.
Door de boycot van de Oostbloklanden van de Olympische Spelen van 1984 in Los Angeles kon Ingrid Auerswald aan die Spelen niet deelnemen. Vier jaar later was ze er in Seoel weer wel bij en veroverde ze een zilveren medaille op de 4 × 100 m estafette, samen met haar teamgenotes Silke Möller-Gladisch, Kerstin Behrendt en Marlies Göhr. Met een tijd van 42,09 eindigden ze achter het Amerikaanse (goud) en voor het Russische team (brons).
Op 6 oktober 1985 liep Auerswald op de wereldbekerwedstrijd in het Australische Canberra met haar teamgenotes Silke Möller, Sabine Günther en Marlies Göhr voor de zesde maal een wereldrecord op de 4 × 100 m estafette. Hun tijd van 41,37 werd pas 27 jaar later, op de Olympische Spelen van 2012, door een Amerikaans team verbeterd.

## Titels
- Olympisch kampioene 4 × 100 m - 1980
- Wereldkampioene 4 × 100 m - 1983
- Oost-Duits indoorkampioene 60 m - 1984
- Oost-Duits indoorkampioene 200 m - 1988

## Persoonlijk record
| Onderdeel | Prestatie | Datum        | Plaats |
| --------- | --------- | ------------ | ------ |
| 100 m     | 11,14 s   | 26 juli 1980 | Moskou |

## Wereldrecords
| Tijd (sec.) | Datum      | Plaats   | Team                                                                     |
| ----------- | ---------- | -------- | ------------------------------------------------------------------------ |
| 42,10       | 10.06.1979 | Chemnitz | Marita Koch Ingrid Auerswald Romy Schneider Marlies Göhr                 |
| 42,09       | 09.07.1980 | Berlijn  | Ingrid Auerswald Romy Müller-Schneider Marlies Göhr Christina Brehmer    |
| 41,93       | 13.07.1980 | Potsdam  | Marlies Göhr Ingrid Auerswald Bärbel Wöckel Romy Müller-Schneider        |
| 41,60       | 01.08.1980 | Moskou   | Marlies Göhr Romy Müller-Schneider Ingrid Auerswald Bärbel Eckert-Wöckel |
| 41,53       | 31.07.1983 | Berlijn  | Silke Gladisch Marlies Göhr Marita Koch Ingrid Auerswald                 |
| 41,37       | 06.10.1985 | Canberra | Silke Gladisch Sabine Günther Ingrid Auerswald Marlies Göhr              |

## Palmares

### 100 m
- 1980:  OS - 11,14 s

### 4 × 100 m estafette
- 1980:  OS - 41,60 s (WR)
- 1983:  WK - 41,76 s
- 1985:  Wereldbeker - 41,37 s (WR)
- 1988:  OS - 42,09 s

1928: Rosenfeld, Smith, Bell, Cook ·
1932: Carew, Furtsch, Rogers, Von Bremen ·
1936: Bland, Rogers, Robinson, Stephens ·
1948: Stad-de Jong, Witziers-Timmer, van der Kade-Koudijs, Blankers-Koen ·
1952: Faggs, Jones, Moreau, Hardy ·
1956: Strickland, Croker, Mellor, Cuthbert ·
1960: Hudson, Williams, Jones, Rudolph ·
1964: Ciepły, Kirszenstein, Górecka, Kłobukowska ·
1968: Ferrell, Bailes, Netter, Tyus ·
1972: Krause, Mickler-Becker, Richter, Rosendahl ·
1976: Oelsner, Stecher, Bodendorf, Eckert ·
1980: Müller, Wöckel, Auerswald, Göhr ·
1984: Brown, Bolden, Cheeseborough, Ashford ·
1988: Brown, Echols, Griffith-Joyner, Ashford ·
1992: Ashford, Jones, Guidry, Torrence ·
1996: Devers, Miller, Gaines, Torrence ·
2000: Fynes, Sturrup, Davis, Ferguson ·
2004: Lawrence, Simpson, Bailey, Campbell ·
2008: Borlée, Mariën, Ouédraogo, Gevaert ·
2012: Madison, Felix, Knight, Jeter ·
2016: Madison, Felix, Gardner, Bowie ·
2020: Williams, Thompson-Herah, Fraser-Pryce, Jackson ·
2024: Jefferson, Terry, Thomas, Richardson
1983 Gladisch, Koch, Auerswald, Göhr · 
1987 Brown, Williams, Griffith-Joyner, Marshall · 
1991 Duhaney, Cuthbert, McDonald, Ottey · 
1993 Bogoslovskaja, Maltsjoegina, Voronova, Privalova · 
1995 Mondie-Milner, Guidry-White, Gaines, Torrence · 
1997 Gaines, Jones, Miller, Devers · 
1999 Fynes, Sturrup, Davis-Thompson, Ferguson · 
2001 Paschke, G. Rockmeier, B. Rockmeier, Wagner · 
2003 Girard, Hurtis-Houairi, Félix, Arron · 
2005 Daigle, Lee, Barber, Williams · 
2007 Williams, Felix, Barber, Edwards · 
2009 Facey, Fraser, Bailey, Stewart · 
2011 Knight, Felix, Myers, Jeter · 
2013 Russell, Stewart, Calvert, Fraser-Pryce · 
2015 Campbell-Brown, Morrison, Thompson, Fraser-Pryce · 
2017 Brown, Felix, Akinosun, Bowie · 
2019 Whyte, Fraser-Pryce, Smith, Jackson · 
2022 Jefferson, Steiner, Prandini, Terry · 
2023 Davis, Terry, Thomas, Richardson